# Фёдор Глебович
Фёдор Гле́бович (ум. 1359) — князь муромский (1354/1355—1359). Фёдор был предположительно последним представителем муромской ветви Святославичей, внуком Василия Ярославича. Мог быть московским послом в Орду (1348).

## Правление
В первой половине XIV века город Муром, опустошаемый набегами татар и борьбой рязанских князей, находился в запустении, однако Юрий (Георгий) Ярославич, бывший муромским князем в 1345—1354/1355 годах, восстановил его. В 1354/1355 году Фёдор Глебович, собрав из деревень большую толпу народа, осадил Муром. Дружина Юрия была мала и понесла серьёзные потери, сам Юрий вовремя бежал, ибо на следующий день бояре сдали город Фёдору. Летописец отмечает, что муромцы были рады Фёдору, «яшась за него». Фёдор, чтобы утвердить своё право на власть, взял самых знатных бояр Мурома и направился в Орду, к хану Джанибеку. Через неделю в Муром вернулся Юрий, собрал остальных бояр и тоже поехал в Орду. Однако Юрий не смог обойти Фёдора в красноречии, не получил ярлык на Муром, был выдан Фёдору и вскоре умер в заключении.
Спустя 4 года Фёдор умер, не оставив наследника, на нём пресёкся род князей Муромских[уточнить]. Боярам не оставалось ничего иного, как провозгласить Ивана Красного (князь Москвы в 1353—1359 годах) своим князем, однако во второй половине XIV века упоминались (без имени) муромские князья, возможно не правящие. В 1393 году Муром официально стал частью Княжества Московского.